# Cultura di Jamna

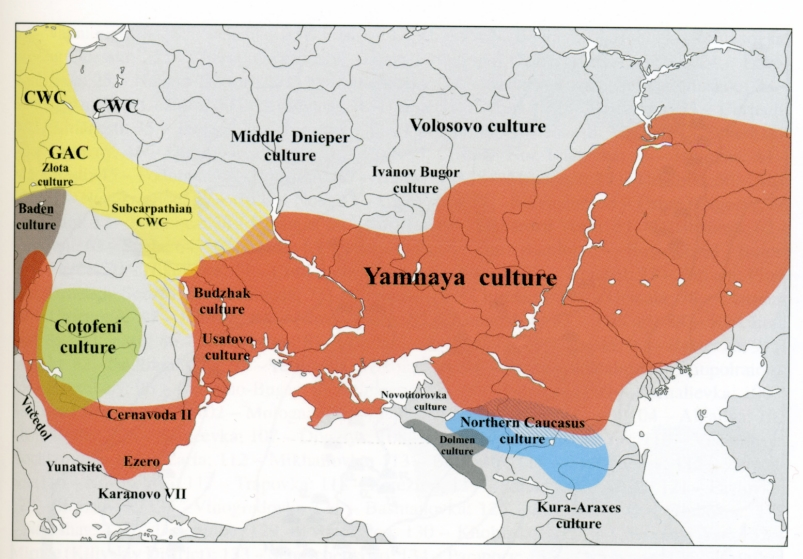
La cultura di Jamna alla sua massima espansione in Europa

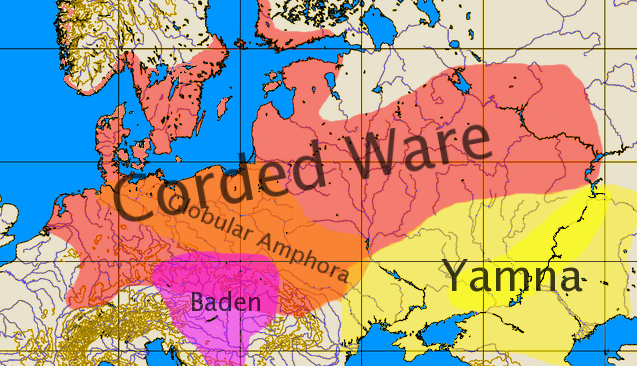
Estensione approssimata della cultura Jamna e delle culture contemporanee

La cultura di Jamna (in russo Ямная культура "cultura della tomba a fossa", da яма, "fossa") è situata in un periodo tardo dell'età del rame/inizio della cultura dell'età del bronzo (3300-2600 a.C. circa) nella regione del Bug/Dnestr/Ural (la steppa pontica), risalente a un periodo che va dal XXXVI al XXIII secolo a.C.. Lo stesso nome risulta nella letteratura archeologica anglo-sassone come cultura della tomba a fossa (pit-grave) o cultura della tomba di ocra (ochre-grave).
La cultura fu prevalentemente nomade, con l'agricoltura praticata in qualche zona vicino ai fiumi e in alcune fortezze di collina.

## Caratteristiche
La peculiarità della cultura sono le inumazioni nei kurgan (tumuli), delle tombe a fossa con il corpo del morto situato in posizione supina e con le ginocchia piegate. I corpi erano ricoperti di colore ocra. Tombe multiple sono state trovate in questi kurgan, aggiunte più tardi. Significativamente, era in uso sacrificare animali sulla tomba (bestiame, maiali, pecore, capre e cavalli), un aspetto questo associato sia ai proto-indoeuropei che ai proto-indoiraniani.
Si ritiene siano stati i primi domesticatori di cavalli per uso di trasporto cavaliere e di carri con ruote, che hanno facilitato gli spostamenti e diffuso questa tecnologia. Sono stati trovati i resti del più arcaico carro con ruote trainato da cavalli, nel kurgan della "Storožova mohyla" (Dnipropetrovsk, in Ucraina, con scavi fatti da A. I. Trenožkin) associato alla cultura di Jamna.
Il sito sacrificale di Luhansk recentemente scoperto è stato descritto come un santuario collinare dove si praticavano sacrifici umani. Nei siti sono stati rinvenuti mucchi di semi di cannabis che venivano bruciati su pietre roventi.

## Espansione e identità
- 3000 a.C. circa: migrazione iniziale dalla cultura di Jamna verso est che dà inizio alla cultura di Afanasevo, forse Proto-Tocari.
- 2900 a.C. circa: migrazioni verso nord-ovest che danno vita alla cultura della ceramica cordata (Corded Ware), che si trasforma in cultura del vaso campaniforme (Bell Beaker); secondo Anthony, migrazione verso ovest dei Carpazi in Ungheria come cultura di Jamna, che si trasforma in cultura del vaso campaniforme.
- 2700 a.C. circa: seconda migrazione verso est che inizia ad est dei Carpazi come cultura della ceramica cordata (Corded Ware), trasformandosi in cultura di Fatyanovo-Balanovo (2800 a.C.) -> cultura di Abaševo (2200 a.C.)-> Sintashta (2100-1900 a.C.)-> cultura di Andronovo (1900-1700 a.C.) -> Indoari (circa 1500 a.C.).

La cultura di Jamna (3 300–2 600 circa), nell'ipotesi kurganica di Marija Gimbutas, è associata ai parlanti del tardo proto-indoeuropeo (LPIE - dall'inglese Late Proto Indo European) e considerata una candidata per la Urheimat (patria ancestrale) della lingua proto-indoeuropea, insieme alla precedente cultura di Srednij Stog (circa 4 500–3 500 a.C.). 
Si sviluppò nelle steppa pontico-caspica, integrando elementi delle culture di Chvalynsk (medio Volga) e Srednij Stog (medio Dnepr). Le sue migrazioni sono supportate da evidenze archeologiche e linguistiche. A ovest, cedette il passo alla cultura delle Catacombe (circa 2 800–2 200 a.C.), a est alle culture di Poltavka (circa 2 700–2 100 a.C.) e Srubna (circa 1 900–1 200 a.C.). L'ipotesi kurganica rimane centrale, pur non essendo universalmente accettata.
L'identificazione della cultura di Jamna con i parlanti del tardo proto-indoeuropeo è supportata anche da una serie di studi di archeogenetica pubblicati a partire dal 2015, incentrati sull'analisi della popolazione di Jamna che sarebbe all'origine, secondo i genetisti, della componente ancestrale detta "Pastori delle steppe occidentali" (in inglese Western Steppe Herders, abbreviato WSH).
Studi più recenti, pur riconoscendo un ruolo ancora centrale della popolazione della cultura di Jamna nella diffusione di lingue indoeuropee come quelle slave, germaniche, celtiche e italiche, avrebbe individuato in una popolazione più antica, detta del Caucaso-Basso Volga (CLV - dall'inglese Caucasus-Lower Volga), vissuta tra il 4 500 e il 3 500 a.C. tra le montagne del Caucaso e la regione del Basso Volga,  un ruolo altrettanto importante. Da questa popolazione del Caucaso-Basso Volga sarebbero originate due migrazioni, quasi contemporanee, avvenute tra il 4 400 e il 4 000 a.C.: la migrazione verso ovest avrebbe contribuito alla formazione della popolazione della cultura di Jamna, mentre l'altra migrazione, verso sud, avrebbe contribuito alla formazione della popolazione in Anatolia centrale parlante le lingue indoeuropee anatoliche, il ramo attestato più antico delle lingue indoeuropee.

## Manufatti
Caratteristici della cultura di Jamna occidentale, nello specifico stanziata tra il bacino carpatico e l'attuale Ungheria orientale, sono gli anelli per capelli a spirale in rame o argento, ornamenti ben documentati nelle testimonianze archeologiche, provenienti quasi unicamente dalle sepolture a tumulo. Altri ornamenti comuni del ramo occidentale sono piccole perline in rame o argento forate, piccoli cilindri ricavati da lamine di rame ripiegate per essere inseriti in collane e denti animali forati con la medesima funzione. È documentata la presenza, seppur esigua, di  torque in rame e pendenti di tipo  Brillenspirale.
Nel campo degli armamenti le sepolture, specialmente in Romania orientale, hanno fornito testimonianze di asce in rame, asce in pietra levigata, e punte di freccia in selce con alette, queste ultime mostrano una semplice e basilare industria su scheggia. È attestata la presenza di pugnali in rame con codolo, ma quasi unicamente nell'area a nord-ovest del Mar Nero. Alcune statue stele rumene attribuite alla cultura di Jamna però raffigurano delle asce martello, quindi è lecito valutare la presenza anche di questi strumenti.
|  |  |  |  |

## Paleogenetica
Studi del 2015 indicano che il popolo Jamna era il risultato di una commistione genetica tra due diverse popolazioni di cacciatori-raccoglitori: i "cacciatori-raccoglitori orientali" (EHG), dall'Europa orientale, con elevata affinità con le genti della cultura di Mal'ta-Buret' o un altro popolo strettamente imparentato proveniente dalla Siberia, e i "cacciatori-raccoglitori caucasici" (CHG) probabilmente arrivati dal Caucaso o dall'Iran. Ognuna di queste due popolazioni ha contribuito a circa la metà dell'eredità genetica degli Jamna.
Uno studio del 2024, svolto sul DNA antico di 435 individui provenienti da siti archeologici situati in Eurasia e datati tra il 6400 e il 2000 a.C., ha identificato la popolazione del gruppo Caucaso-Basso Volga (CLV, dall’inglese Caucasus-Lower Volga), in precedenza sconosciuta e vissuta tra il 4.500 e il 3.500 a. C. mostrando che la cultura Jamnaya ha acquisito circa l'80% del suo patrimonio genetico dal gruppo CLV. Inoltre, almeno il 10% del patrimonio genetico degli anatolici dell'età del bronzo di lingua ittita è imparentato con lo stesso gruppo. Ciò suggerisce che la lingua protoindoeuropea, nella sua fase iniziale conosciuta come protoindoanatolico, sia comparsa all'interno di questa comunità. Per la prima volta viene dato un quadro genetico capace di unificare le lingue indoeuropee.
Un'ulteriore studio del 2024 sostiene che le diverse quantità di discendenza Jamna (o affine) negli europei del nord e del sud sono responsabili delle differenze medie di altezza. Gli uomini della cultura di Jamna avevano un'altezza media di 175,5 centimetri, superiore di diversi centimetri alla statura media degli europei neolitici.
Gli uomini e le donne di questa cultura presentavano in prevalenza tratti fenotipici quali occhi marroni, capelli castani o neri e tonalità delle pelle chiara o intermedia.

### Annotazioni

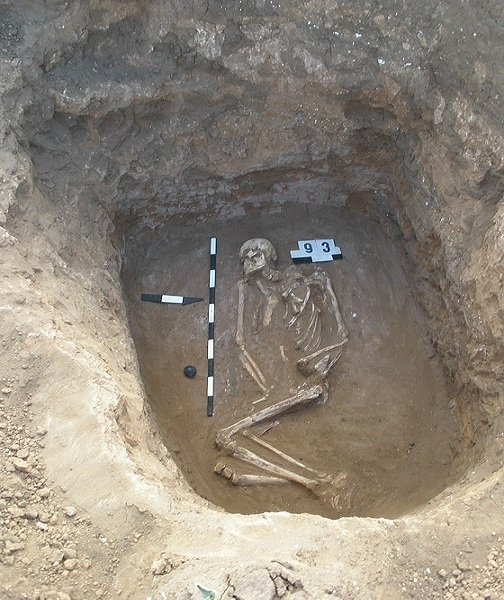
Sepoltura

1. ↑  Gli studi sono stati condotti utlizzando test autosomici, che analizzano il DNA  contenuto nei 22 cromosomi non sessuali, che sono ereditati in parti uguali da entrambi i genitori.[16]

### Riferimenti
1. ↑  (EN) Nina Morgunova e Olga Khokhlova, Chronology and Periodization of the Pit-Grave Culture in the Area Between the Volga and Ural Rivers Based on 14C Dating and Paleopedological Research, in Radiocarbon, vol. 55, 2–3, 2013,  pp. 1286–1296, DOI:10.2458/azu_js_rc.55.16087, ISSN 0033-8222 (WC · ACNP).
2. ↑  (EN) James Patrick Mallory, "La cultura di Jamna", Enciclopedia della cultura indoeuropea, Fitzroy Dearborn, 1997.
3. ↑  (EN) Benjamin W. Fortson, Cultura e lingua indoeuropea: un'introduzione (Blackwell Publishing, 2004), pag. 43.
4. ↑  (EN) Chi furono i primi cavalieri della storia?, su National Geographic. URL consultato il 7 febbraio 2024.
5. ↑   Gli Yamnaya usavano carri trainati da cavalli, nuova scoperta, su Horse Angels ODV, 5 marzo 2023. URL consultato il 7 febbraio 2024.
6. ↑   Stoned Age: i nostri antenati portarono la Cannabis in tutto il mondo, su MJPassion, 28 gennaio 2020. URL consultato il 7 febbraio 2024.
7. David W. Anthony, The Horse, The Wheel and Language: How Bronze-Age Riders from the Eurasian Steppes Shaped the Modern World, 2007
8. David Anthony, Archaeology and Language: Why Archaeologists Care About the Indo-European Problem, in European Archaeology as Anthropology: Essays in Memory of Bernard Wailes, 2017
9. (EN) Vagheesh M. Narasimhan, Nick Patterson, Priya Moorjani, Nadin Rohland e Rebecca Bernardos, The formation of human populations in South and Central Asia, in Science, vol. 365, n. 6457, 6 settembre 2019, DOI:10.1126/science.aat7487, ISSN 0036-8075 (WC · ACNP). URL consultato il 22 marzo 2021 (archiviato il 4 aprile 2021).
10. Nordgvist e Heyd, The Forgotten Child of the Wider Corded Ware Family: Russian Fatyanovo Culture in Context, in PLOS, 2020. URL consultato il 22 marzo 2021 (archiviato il 15 novembre 2020).
11. ↑  David W. Anthony, The Horse, The Wheel and Language: How Bronze-Age Riders from the Eurasian Steppes Shaped the Modern World, 2007
12. ↑  David Anthony, Archaeology and Language: Why Archaeologists Care About the Indo-European Problem, in European Archaeology as Anthropology: Essays in Memory of Bernard Wailes, 2017
13. ↑  (EN) Vagheesh M. Narasimhan, Nick Patterson, Priya Moorjani, Nadin Rohland e Rebecca Bernardos, The formation of human populations in South and Central Asia, in Science, vol. 365, n. 6457, 6 settembre 2019, DOI:10.1126/science.aat7487, ISSN 0036-8075 (WC · ACNP). URL consultato il 22 marzo 2021 (archiviato il 4 aprile 2021).
14. ↑   Nordgvist e Heyd, The Forgotten Child of the Wider Corded Ware Family: Russian Fatyanovo Culture in Context, in PLOS, 2020. URL consultato il 22 marzo 2021 (archiviato il 15 novembre 2020).
15. ↑  (EN)  David W. Anthony, Il cavallo, la ruota e la lingua: come i viaggiatori dell'età del bronzo dalle steppe euroasiatiche formarono il mondo moderno (2007).
16. 1 2 3   Haak W, Lazaridis I, Patterson N, Rohland N, Mallick S, Llamas B, Brandt G, Nordenfelt S, Harney E, Stewardson K, Fu Q, Mittnik A, Bánffy E, Economou C, Francken M, Friederich S, Pena RG, Hallgren F, Khartanovich V, Khokhlov A, Kunst M, Kuznetsov P, Meller H, Mochalov O, Moiseyev V, Nicklisch N, Pichler SL, Risch R, Rojo Guerra MA, Roth C, Szécsényi-Nagy A, Wahl J, Meyer M, Krause J, Brown D, Anthony D, Cooper A, Werner Alt K, Reich D, Massive migration from the steppe was a source for Indo-European languages in Europe, in Nature, vol. 522, n. 7555, 2015,  pp. 207–211, Bibcode:2015Natur.522..207H, DOI:10.1038/nature14317, PMC 5048219, PMID 25731166, arXiv:1502.02783.
17. ↑   Iain Mathieson, The Genomic History of Southeastern Europe, in Nature, vol. 555, n. 7695, Nature Research, 21 febbraio 2018,  pp. 197-203, Bibcode:2018Natur.555..197M, DOI:10.1038/nature25778, PMC 6091220, PMID 29466330.
18. 1 2  (EN) Iosif Lazaridis, Nick Patterson e David Anthony, The genetic origin of the Indo-Europeans, in Nature, 5 febbraio 2025,  pp. 1–11, DOI:10.1038/s41586-024-08531-5. URL consultato l'8 febbraio 2025.
19. ↑  (EN) Alexey G. Nikitin e Iosif Lazaridis, A genomic history of the North Pontic Region from the Neolithic to the Bronze Age, in Nature, 5 febbraio 2025,  pp. 124–131, DOI:10.1038/s41586-024-08372-2. URL consultato l'8 febbraio 2025.
20. ↑  (EN)  Frinculeasa A., Preda B., Heyd V., Pit-Graves,  Yamnaya and Kurgans at the Lower Danube: Disentangling 4th and 3rd Millennium BC Burial Customs, Equipment and Chronology, Preistorische Zeitschrift, 2015.
21. ↑  (EN) ClassiCult, Caucasus-Lower Volga (CLV): a missing link in Indo-European languages' history found, su Classicult, 5 febbraio 2025. URL consultato l'8 febbraio 2025.
22. ↑  (EN) Jessica Esther Saraceni, News - Genetic Study May Track Spread of Indo-European Languages, su Archaeology Magazine, 6 febbraio 2025. URL consultato l'8 febbraio 2025.
23. ↑  (EN) Missing link in Indo-European languages, su medienportal.univie.ac.at. URL consultato l'8 febbraio 2025.
24. ↑   Protostoria. Il Dna svela la lingua madre di tutti noi indoeuropei, su avvenire.it, 7 febbraio 2025. URL consultato l'8 febbraio 2025.
25. ↑  (EN) Ancient-DNA Study Identifies Originators of Indo-European Language Family | Harvard Medical School, su hms.harvard.edu, 5 febbraio 2025. URL consultato l'8 febbraio 2025.
26. ↑  (EN) Smithsonian Magazine, Ella Jeffries, Ancient DNA Sheds Light on the Origins of Indo-European Languages, su Smithsonian Magazine. URL consultato l'8 febbraio 2025.
27. ↑  (EN) Evan K. Irving-Pease, Alba Refoyo-Martínez, William Barrie, Andrés Ingason, Alice Pearson, Anders Fischer, Karl-Göran Sjögren, Alma S. Halgren, Ruairidh Macleod, Fabrice Demeter, Rasmus A. Henriksen, Tharsika Vimala, Hugh McColl, Andrew H. Vaughn e Leo Speidel, The selection landscape and genetic legacy of ancient Eurasians, in Nature, vol. 625, n. 7994, gennaio 2024,  pp. 312–320, DOI:10.1038/s41586-023-06705-1, ISSN 1476-4687 (WC · ACNP), PMC 10781624, PMID 38200293.
«By calculating ancestry-specific polygenic risk scores, we show that height differences between Northern and Southern Europe are associated with differential Steppe ancestry, rather than selection»
28. ↑   Maria A. Ochir-Goryaeva, Igor V. Kornienko, Tatiana G. Faleeva, Olga Yu. Aramova, Mikhail A. Makhotkin, Erdni A. Kekeev, Evgeny G. Burataev, Viktoria V. Kukanova, Yurij S. Sidorenko, Duane R. Chartier, Theodore G. Schurr e Tatiana V. Tatarinova, Ancestry and identity in Bronze Age Catacomb culture burials: A meta-tale of graves, skeletons, and DNA, in Journal of Archaeological Science: Reports, vol. 37, 1º giugno 2021,  pp. 102894, DOI:10.1016/j.jasrep.2021.102894, ISSN 2352-409X (WC · ACNP).
29. ↑  (EN) A. Gibbons, Revolution in human evolution, in Science, vol. 349, n. 6246, 24 luglio 2015,  pp. 362–366, Bibcode:2015Sci...349..362G, DOI:10.1126/science.349.6246.362, ISSN 0036-8075 (WC · ACNP), PMID 26206910.
30. ↑  (EN) Andrea Hanel e Carsten Carlberg, Skin colour and vitamin D: An update, in Experimental Dermatology, vol. 29, n. 9, settembre 2020,  pp. 864–875, DOI:10.1111/exd.14142, ISSN 0906-6705 (WC · ACNP), PMID 32621306.
31. ↑  Tina Saupe et al.,  Ancient genomes reveal structural shifts after the arrival of Steppe-related ancestry in the Italian Peninsula., Supplemental information, Data S6. Main results of phenotype prediction, related to Table 3 and STAR Methods. (A) Description of the groups used for the phenotype prediction and related analyses. (B) Frequency of the effective allele in Italian, Near Eastern, and Yamnaya groups and ANOVA results. (C) Frequency of the effective allele in different Italian groups and ANOVA results. (D) Sample-by-sample phenotype prediction and genotype at the selected phenotype informative markers (reported as number of effective alleles: 0, 1, or 2), 2021.